# Diradius nouges
Diradius nouges är en insektsart som beskrevs av Szumik 2001. Diradius nouges ingår i släktet Diradius och familjen Teratembiidae. Inga underarter finns listade i Catalogue of Life.